# استفانو بروندو
استفانو بروندو (انگلیسی: Stefano Brundo؛ زادهٔ ۱۹ مهٔ ۱۹۹۳) بازیکن فوتبال اهل آرژانتین است.